# Vi er nået hertil
Vi er nået hertil er det tredje studiealbum fra den danske popsanger Tue West. Det blev udgivet den 18. februar 2008.
Musikmagasinet GAFFA gav albummet tre ud af seks stjerner, mens en noget mere begejstret anmelder fra Soundvenue gav fem ud af seks stjerner. Kim Skotte fra Politiken gav fire ud af seks stjerner. Tue West peakede som nummer 7 på Album Top-40 og nåede 2 uger på listen.

## Spor
1. "En Kone Husker Alt" - 4:13
2. "Fejlfriheden" - 5:37
3. "Ovenpå" - 3:40
4. "Sæt Dig Bag På Min Cykel" - 3:57
5. "Mærkelig Dag" - 3:39
6. "Sikke Et Cirkus" - 4:00
7. "Jeg Går I Stå" - 3:56
8. "(Mellemspil)" - 0:58
9. "Så Kom Solen Tilbage" - 1:51
10. "Søndag" - 4:28
11. "Hun Vil Bruge Flere Dage På At Blive Nøgen" - 2:55
12. "Vi Er Nået Hertil" - 4:02